# Trachys problematicus
Trachys problematicus es una especie de escarabajo del género Trachys, familia Buprestidae. Fue descrita científicamente por Obenberger en 1918.
Se distribuye por el sudeste de Europa hasta Asia Menor, Europa Central y Oriental. Mide 1,5-2,75 milímetros de longitud.